# マコ (象)
マコ（1965年頃 - 2011年7月29日）は、東京都日野市の多摩動物公園で飼育されていたメスのアフリカゾウである。マコは死亡当時、同時に多摩動物公園へ来園した「アコ」と並んで日本国内最高齢のアフリカゾウだった。

## 生涯
1967年7月21日、推定年齢2歳（当時）のメスのアフリカゾウが2頭、タンザニアから多摩動物公園に来園した。2頭は多摩動物公園にとって、初めてのアフリカゾウであり、それぞれ、「アコ」、「マコ」と名付けられた。アコはやせ形で人間に馴れていたがやや神経質なところがあり、ぽっちゃりした体型のマコは遊び好きでやんちゃと2頭の体型も性格も違っていたが、仲は良好で姉妹のように過ごしていた。
1971年8月9日、同じくタンザニアから推定年齢3歳（当時）のアフリカゾウのオスが来園した。この象は公募で「タマオ」と命名された。タマオは姉さん格のアコとマコを飼育場内で追いかけたり、マコに押されて飼育場の空堀に落下したりとやんちゃぶりを発揮していた。しかし、タマオと2頭の間には子供は生まれなかった。
園ではアフリカゾウの繁殖を図る目的で、1996年2月に姫路セントラルパークから「アイ」（1982年生）、1999年6月に富士サファリパークから「チーキ」（1976年生）という2頭のメスゾウをタマオのお嫁さん候補として新たに迎え入れた。本来アフリカゾウのメスは生まれた群れの中で一生を送るため、成長した2頭のメスゾウが加わったことはアコとマコを戸惑わせた。アコは新入りの2頭になかなか馴染めなかったが、マコはすぐに付き合い方を見い出し、特に年若いアイのよい遊び相手になった。その後タマオとアイの間には、オスの「パオ」（1998年4月25日 - 2007年7月11日）、メスの「マオ」（2002年6月13日 - ）の2頭の子象が生まれている。
アコとマコは40歳を過ぎても健康で、日本での最高齢記録と飼育期間を更新し続け、園が毎年9月に開いている「長寿動物表彰式」の常連だった。4頭のメスゾウは、タマオを中心にして一つの群れを作り、タマオの存命中はそれぞれの関係が安定を保っていた。2006年8月にタマオが急死すると、メスゾウたちの精神状態は不安定になり、特にアコとアイの関係
が険悪になった。アコは放飼場から寝室への出入りを渋ることがあり、マコに誘導されて外に出ることもあった。
2009年3月に、アイが群馬サファリパークにいたオスのアフリカゾウ「タンゴ」のお嫁さん候補となって群馬へ旅立つと、アコは落ち着きを少しずつ取り戻していった。2011年の6月頃から、アコとマコを再度同居させるための準備が進められた。しかし、マコは7月11日から飼育室内に入るのを嫌がるようになり、死の3週間ほど前から歩き方がおぼつかなくなって足をかばうような様子を見せていたため、7月20日からは室内で静養していた。7月29日午前8時30分頃、マコが飼育舎内で倒れているのを飼育員が見つけた。ビデオを確認したところ、マコは同日の午前2時30分頃、座り込むような体勢になっていたといい、肺が圧迫されて呼吸不全を起こしたのが死因だった。園側は7月30日から8月9日まで、アフリカゾウの展示場近くに来園者のための献花台を設けた。
同年9月23日、2010年9月から2011年9月までの1年間に死亡した動物たちの「動物慰霊祭」が執り行われ、職員や来園者たちはマコや他の動物たちを悼んだ。